# Hans Beckers (Matrose)
Hans Beckers (* 17. Februar 1892 in Alsdorf; † 1971 in Düsseldorf) war ein deutscher Matrose, der als Wortführer an einer Meuterei auf Kriegsschiffen der kaiserlichen Marine beteiligt und später als Pazifist aktiv war.

## Leben

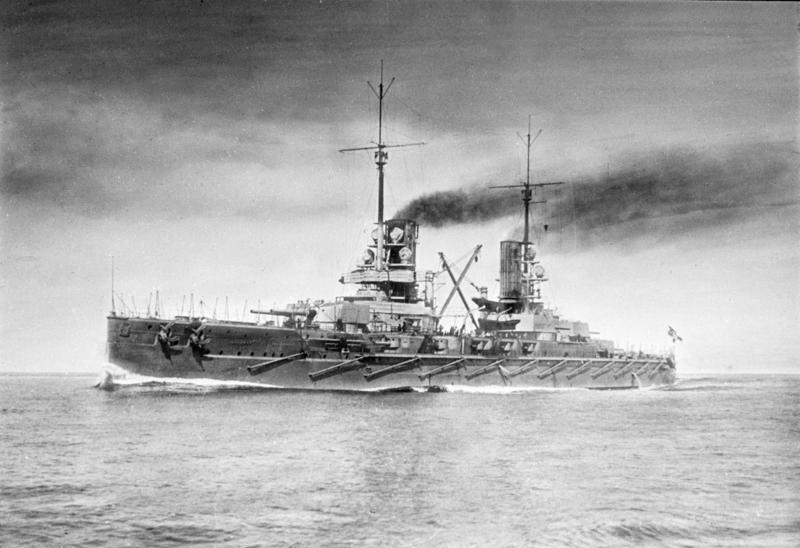
Die Prinzregent Luitpold (Foto aus der Zeit vor dem Ersten Weltkrieg)

Nach dem Besuch der Volksschule arbeitete Hans Beckers als Bergmann. 1912 wurde er zum Wehrdienst in die kaiserliche Marine eingezogen. Er versah seinen Dienst als Heizer auf dem Großlinienschiff Prinzregent Luitpold. Als einer der Wortführer war er 1917 an einer Meuterei auf den Kriegsschiffen Prinzregent Luitpold und Friedrich der Große beteiligt. Die Meuterei scheiterte. Beckers wurde wie die Matrosen Max Reichpietsch, Albin Köbis, Willy Sachse und Wilhelm Weber als „Haupträdelsführer“ wegen „vollendeter kriegsverräterischer Aufstandserhebung“ angeklagt und zum Tode verurteilt. Beckers Antrag auf Begnadigung wurde stattgegeben. Nach seinen Angaben, weil er für sein Gesuch an Admiral Scheer die patriotische Anrede wählte: „Sieger der Skagerrakschlacht!“. Seine Strafe wurde ebenso wie die gegen Sachse und Weber verhängten Todesurteile in Zuchthausstrafen von je 15 Jahren umgewandelt. Die Todesurteile gegen Max Reichpietsch und Albin Köbis wurden auf dem Schießplatz Wahn bei Köln am 5. September 1917 vollstreckt. Die Geschehnisse beschrieb Beckers später in seinem Buch Wie ich zum Tode verurteilt wurde. Das Buch wurde 1928 mit einem Vorwort von Kurt Tucholsky veröffentlicht. Dieses Buch wurde 1960, 1986 und 2015 erneut veröffentlicht. Seit 2015 ist es sowohl als E-Book wie auch als Taschenbuch erhältlich.
Ernst Toller verarbeitete u. a. die in Beckers Buch geschilderten Umstände in seinem historischen Schauspiel Feuer aus den Kesseln. Dort werden die beteiligten Matrosen mit ihren tatsächlichen Namen genannt. Toller zitiert im dokumentarischen Anhang zu seinem Schauspiel Teile aus Beckers Buch.
Die Revolution von 1918 brachte Beckers die Freiheit. In der Zeit der Weimarer Republik betrieb Beckers einen Buchverleih in seinem Heimatort Alsdorf. Er engagierte sich in der SPD, bei den Gewerkschaften und ab 1928 auch in der Friedensbewegung. 1930 spielte er seine eigene Rolle im Drama Des Kaisers Kulis von Theodor Plievier unter der Regie von Erwin Piscator.
Während der Zeit des Dritten Reichs wurde er vorübergehend verhaftet, sein Buch Wie ich zum Tode verurteilt wurde wurde auf die „Liste des schädlichen und unerwünschten Schrifttums“ gesetzt und verboten.
Nach 1945 bis zu seiner Pensionierung war er als Angestellter des Deutschen Gewerkschaftsbundes beschäftigt und anschließend als Archivar für den DGB tätig. In den 1950er Jahren engagierte er sich während der Debatten um die deutsche Wiederbewaffnung im Bereich der Kriegsdienstverweigerung. Ferner organisierte er zahlreiche Jugendweiheveranstaltungen in Nordrhein-Westfalen.
Sein Nachlass wurde im Juli 2007 von Werner Ortmann, einem Freund der Familie Beckers an die Friedrich-Ebert-Stiftung übergeben und seither im Archiv der sozialen Demokratie aufbewahrt. Im Deutschen Literaturarchiv Marbach ist je ein Brief von Hans Beckers an Kurt Tucholsky und an Erwin Ackerknecht archiviert.

## Werk
- Hans Beckers Wie ich zum Tode verurteilt wurde – Die Marinetragödie im Sommer 1917, ISBN 978-3-596-30640-4, vier Auflagen (1928, 1960, 1986 und 2015)[5][6][7]

## Verfilmung
- Marinemeuterei 1917, ZDF 1969, 90 Min., Regie: Hermann Kugelstadt, Drehbuch: Michael Mansfeld, mit Dieter Wilken, Karl-Heinz von Hassel, Volkert Kraeft (als Hans Beckers), Claus Wilcke u. a. (dieser Film schildert dezidiert die Meuterei und den Prozess gegen die Meuterer)

## Briefkorrespondenz
Die Korrespondenz von Hans Beckers ist im Deutschen Literaturarchiv Marbach und in der Bayerischen Staatsbibliothek archiviert:
- Brief von Hans Beckers an Kurt Tucholsky (Deutsches Literaturarchiv Marbach, Neckar / Handschriftenabteilung, Alsdorf b. Aachen 6. April 1930, 1 Bl., Deutsch, Brief, Handschrift, DE-611-HS-500412)[9]
- Brief von Hans Beckers an Erwin Ackerknecht (Deutsches Literaturarchiv Marbach, Neckar / Handschriftenabteilung, Düsseldorf 30. Januar 1951, 1 Br. 1 Bl., Deutsch, Brief, Handschrift, DE-611-HS-733007)[10]
- Brief von Theodor Plievier an Hans Beckers  (Deutsches Literaturarchiv Marbach, Neckar / Handschriftenabteilung, Wallhausen 10. Februar 1951, 1 Br., 1 Bl.Dg., Deutsch, Brief, Handschrift, DE-611-HS-737383)[11]